# Jorge Luiz
Jorge Luiz Matheus de Almeida, ou simplesmente Jorge Luiz (Niterói, 12 de agosto de 1965), é um ex-futebolista brasileiro que atuava como zagueiro. 
É um dos jogadores que atuaram nos quatro maiores clubes do Rio, mas só atuou pelo Fluminense nas categorias de base.

## Carreira

### Início
Jorge Luiz iniciou sua carreira aos 17 anos no Fluminense, após ter sido rejeitado nas peneiras do Olaria, Bonsucesso, Botafogo, Vasco e Flamengo.
Acabou no Central de Barra do Piraí, onde conheceu o técnico Luis Alberto, que o levou para o Tupi, de Juiz de Fora.

### Guarani
Em 1994, foi emprestado pelo Vasco ao Guarani, sendo adquirido pelo Bugre em dezembro do mesmo ano pelo valor de R$ 200 mil.

### Atlético MG
Atuou no Atlético Mineiro na temporada de 1995, onde atuou em 14 partidas do Brasileirão de 1995 e as outras duas na Conmebol 1995. Fez 16 partidas e marcou 2 gols.

### Palmeiras
No dia 27 de setembro de 1998, foi anunciado pelo Palmeiras, acertando um contrato de 3 meses. Jorge foi contratado para substituir Roque Júnior, que havia feito uma cirurgia no joelho, e não jogaria mais naquele ano.

### Treinador
Em agosto de 2014, assumiu o Vasco interinamente após a saída do técnico Adilson Batista.

## Títulos
Portuguesa
- Troféu Vicente Matheus: 1990

Vasco da Gama
- Campeonato Carioca: 1992, 1993 e 1994
- Taça Guanabara: 1992 e 1994
- Taça Rio: 1992 e 1993
- Copa Rio Estadual: 1992 e 1993
- Torneio João Havelange: 1993
- Troféu Cidade de Zaragoza: 1993
- Troféu Cidade  de Barcelona: 1993

Flamengo
- Campeonato Carioca: 1996
- Taça Guanabara: 1995 e 1996
- Taça Rio: 1996
- Copa Ouro Sul-Americana: 1996

Botafogo
- Campeonato Carioca: 1997
- Taça Guanabara: 1997
- Taça Rio: 1997
- Torneio Rio-São Paulo: 1998

Bahia
- Campeonato Baiano: 1998

Palmeiras
- Copa Mercosul: 1998

Grêmio
- Campeonato Gaúcho: 1999
- Copa Sul: 1999